# راماناگارا
راماناگارا (به انگلیسی: Ramanagara) یک منطقهٔ مسکونی در هند است که در کارناتاکا واقع شده‌است. راماناگارا ۹۵٬۱۶۷ نفر جمعیت دارد و ۷۴۷ متر بالاتر از سطح دریا واقع شده‌است.